# Bakonykoppány
Bakonykoppány (německy Koppen im Buchenwald) je malá vesnička v Maďarsku v župě Veszprém, spadající pod okres Pápa. Nachází se asi 15 km východně od Pápy, 45 km severozápadně od Veszprému a stejnou vzdálenost od Kisbéru. V roce 2015 zde žilo 194 obyvatel, z nichž 86,7 % tvoří Maďaři.
Bakonykoppány leží na silnici 8301. Jsou přímo silničně spojeny s obcemi Bakonybél, Bakonyszücs, Béb, Csehbánya, Farkasgyepű a Városzlőd. U Bakonykoppán pramení potok Gerence, který je přítokem řeky Marcal.
V Bakonykoppánách se nachází katolický kostel Szent Borbála-templom. Nachází se zde též dva malé obchody, hospoda, autobusová zastávka a vysílač.